# ランニング・マン
『ランニング・マン』（原題：The Running Man）は、2025年公開予定のイギリス・アメリカ合衆国のSFアクション映画。
スティーヴン・キングが“リチャード・バックマン”名義で発表した小説『バトルランナー』の2度目の映画化。エドガー・ライト監督、グレン・パウエル主演。

## キャスト
- ベン・リチャーズ：グレン・パウエル
- ダン・キリアン：ジョシュ・ブローリン
- ボビー・トンプソン：コールマン・ドミンゴ
- エヴァン・マッコーン：リー・ペイス
- シーラ・リチャーズ：ジェイミー・ローソン
- ブラッドリー・スロックモートン：マイケル・セラ
- アメリア・ウィリアムズ：エミリア・ジョーンズ
- ウィリアム・H・メイシー
- デイヴィッド・ザヤス
- カール・グルスマン
- ショーン・ヘイズ

## 関連作品
- バトルランナー (映画) - 同じ『バトルランナー』を原作とした映画。